# Peter Hertel (Mediziner)
Peter Hertel (* 13. Juni 1943 in Berlin) ist ein deutscher Mediziner und ehemaliger Rudersportler. Zudem war er Präsident der Deutschen Gesellschaft für Unfallchirurgie.

## Werdegang
Peter Hertel studierte nach dem Abitur Medizin in Berlin. Nach dem Studienabschluss spezialisierte er sich innerhalb der Medizinwissenschaft auf die Unfallchirurgie, wobei er einen Schwerpunkt auf die Behandlung von Sportunfällen legte. So entwickelte er eine spezielle Methode zur Behandlung von Kreuzbandrissen. Als Chefarzt der Unfallchirurgie des Martin-Luther-Krankenhauses in Berlin-Grunewald behandelte er zahlreiche Fußballer der deutschen Fußballnationalmannschaft, aber auch Basketballspieler und Handballspieler. Hertel ist Facharzt für Chirurgie und Unfallchirurgie an der Klinik Sanssouci in Potsdam.
Peter Hertel ist mit Jutta Stöck verheiratet, der Tochter des Leichtathletik-Olympiasiegers von 1936, Gerhard Stöck. Die beiden haben eine Tochter und zwei Söhne. Sohn Ole Hertel war 1997 Dritter der Deutschen Meisterschaften im Kugelstoßen.

## Sportliche Laufbahn
Peter Hertel betrieb während seines Studiums den Rudersport. Er wurde Mitglied der Rudervereinigung Hellas-Titania Berlin. 1965 gewann er mit einer Berliner Renngemeinschaft bestehend aus Rüdiger Henning, Peter Hertel, Ulrich Luhn, Peter Kuhn und Steuermann Uwe Trompler die Deutsche Meisterschaft im Vierer mit Steuermann. 1966 belegte die gleiche Crew den zweiten Platz. 1966 gewann Hertel außerdem die Deutsche Meisterschaft im Achter. 1968 belegte Hertel zusammen mit Michael Schwan, Ulrich Luhn und Peter Kuhn den zweiten Platz bei den Deutschen Meisterschaften im Vierer ohne Steuermann.
Ein erster internationaler Erfolg war 1965 der Gewinn der Silbermedaille im Vierer mit Steuermann für Henning, Hertel, Luhn, Kuhn und Trompler bei den Europameisterschaften in Duisburg hinter dem Boot aus der Sowjetunion. Im Jahr darauf gehörten die vier Ruderer zu dem Deutschland-Achter, der zunächst bei den Deutschen Meisterschaften gewann. Bei den Weltmeisterschaften 1966 in Bled (Jugoslawien) erruderte der deutsche Achter die Goldmedaille mit der Besetzung Horst Meyer, Dirk Schreyer, Michael Schwan, Ulrich Luhn, Peter Hertel, Rüdiger Henning, Lutz Ulbricht, Peter Kuhn und Steuermann Peter Niehusen. Für den Weltmeistertitel erhielt Hertel zusammen mit der Achter-Crew das Silberne Lorbeerblatt.